# 薄鰩
寬口薄鰩（學名：Insentiraja subtilispinosa），為軟骨魚綱鰩目單鰭鰩科薄鰩屬的一種，分布於中西太平洋及東印度洋的澳洲西北部、印尼和菲律賓海域，深度970至1100公尺，體長可達57公分，棲息在沙泥底質海域，為深海底棲性魚類，屬肉食性，卵生，生活習性不明。